# 亀山警察署
亀山警察署（かめやまけいさつしょ）は、三重県警察が管轄する警察署の一つ。

## 所在地
- 三重県亀山市野村4丁目1-27

## 管轄区域
- 亀山市

## 沿革
- 2005年（平成17年）1月11日：管内の旧・亀山市と鈴鹿郡関町が新設合併し、新・亀山市となったため、管轄区域市町村数が、1市1町から、1市のみになった。

## 組織
- 会計課
  - 会計係
- 警務課
  - 警務係
  - 安全相談・被害者支援係
  - 留置管理係
- 生活安全課
  - 生活安全係
  - 捜査係
- 地域課
  - 企画指導係
  - 地域係
- 刑事課
  - 捜査庶務係
  - 捜査係
  - 鑑識係
- 交通課
  - 交通係
- 警備課
  - 警備係

## 交番
| 交番   | 自治体 | 所在地   |
| ------ | ------ | -------- |
| 江ヶ室 | 亀山市 | 東町     |
| 関     | 亀山市 | 関町木崎 |

## 警察官駐在所
| 警察官駐在所 | 自治体 | 所在地   |
| ------------ | ------ | -------- |
| 野登         | 亀山市 | 両尾町   |
| 川崎         | 亀山市 | 能褒野町 |
| 昼生         | 亀山市 | 下庄町   |

### 廃止された警察官駐在所
- 亀山市 - 井田川（和田町）、加太（加太板屋）

## 検問所
| 検問所 | 自治体 | 所在地   |
| ------ | ------ | -------- |
| 関     | 亀山市 | 関町木崎 |